# پلیس اندیشه
پلیس اندیشه، پلیس پندار یا پلیس افکار  (به انگلیسی: Thought Police) نام قسمتی از تشکیلات پلیس اقیانوسیه  در کتاب ۱۹۸۴ نوشته جورج اورول است. کار پلیس افکار، شناسایی و مجازات پندار مجرمانه با استفاده از روان‌شناسی و نظارت با دستگاهی به نام اکران دوربرد است. این کار برای یافتن و نابودی اعضای جامعه که در مقابله با قدرت حزب داخلی سعی یا توانایی و استعداد دارند، است.